# Miłość w godzinach nadliczbowych
Miłość w godzinach nadliczbowych (ang. A Touch of Class) – brytyjska komedia romantyczna z 1973 roku w reżyserii Melvina Franka. Zdjęcia kręcono w Londynie oraz w Andaluzji (Estepona, Marbella). Grająca główną rolę Glenda Jackson otrzymała za nią statuetki Oscara i Złotego Globu.

## Fabuła
Vicky Allessio jest rozwódką z dwójką dzieci. Steve Blackburn jest żonatym ojcem, który "został oszukany przez żonę... a ona przez niego". Bohaterowie spotykają się w taksówce, którą razem dzielą. Steve zaprasza Vicky na herbatę, następnie na lunch, aż w końcu zabiera ją do hotelowego pokoju z nadzieją na stosunek seksualny. Vicky wyznaje, że lubi niezobowiązujący seks, lecz wyłącznie przy zachodzie słońca. Steve aranżuje podróż do Malagi.

## Obsada
- George Segal − Steven 'Steve' Blackburn
- Glenda Jackson − Vicki Allessio
- Hildegarde Neil − Gloria Blackburn
- Paul Sorvino − Walter Menkes
- K Callan − Patty Menkes
- Cec Linder − Wendell Thompson
- Michael Elwyn − Cecil
- Mary Barclay − Martha Thompson[3]

## Nagrody i nominacje
- Oscary:
  - najlepsza aktorka pierwszoplanowa − Glenda Jackson
  - nominacja: najlepszy film − Melvin Frank
  - nominacja: najlepsza muzyka − John Cameron
  - nominacja: najlepszy scenariusz oryginalny − Melvin Frank i Jack Rose
  - nominacja: najlepsza piosenka (All That Love Went to Waste) − George Barrie (muzyka) i Sammy Cahn (słowa)
- Złote Globy:
  - najlepsza aktorka w filmie komediowym lub musicalu − Glenda Jackson
  - najlepszy aktor w filmie komediowym lub musicalu − George Segal
  - nominacja: najlepszy film komediowy lub musical
  - nominacja: najlepszy scenariusz − Melvin Frank i Jack Rose
  - nominacja: najlepsza piosenka (All That Love Went to Waste) − George Barrie (muzyka) i Sammy Cahn (słowa)
- BAFTA:
  - nominacja: najlepsza aktorka − Glenda Jackson
  - nominacja: najlepszy scenariusz − Melvin Frank i Jack Rose